# 551-я пехотная дивизия (вермахт)
551-я пехотная дивизия (нем. 551. Grenadier-Division, 551. Volksgrenadier-Division) — тактическое соединение сухопутных войск нацистской Германии периода Второй мировой войны.

## История
551-я пехотная дивизия была сформирована 11 июля 1944 года на территории военного полигона «Торн» как «заградительная дивизия» во время 29-й волны мобилизации Вермахта. 13 августа 1944 года дивизию посетил рейхсфюрер СС и командующий армией резерва Генрих Гиммлер. Дивизия дислоцировалась к западу от Шаулена.
В ночь на 26 августа дивизия сменила 14-ю танковую дивизию на позициях в районе Вента. Для усиления дивизии, ей был подчинён 609-й охранный полк. 1 сентября 1944 года дивизии были переданы батарея тяжёлых полевых гаубиц и миномётная батарея из состава 816-го тяжёлого артиллерийского дивизиона.
5 октября началось крупное наступление советских войск на Мемель и побережье Балтийского моря. Основные силы Красной Армии вышли на линию фронта, занятую 551-й пехотной дивизией. Фронт был повсюду прорван, дивизия понесла большие потери в людях и технике.
9 октября 1944 года дивизия была переименована в 551-ю народную пехотную дивизию (551. Volksgrenadier-Division). В конце октября дивизия с боями отошла в Восточную Пруссию, где оборонялась от наступающих советских войск на протяжении шести месяцев. 551-я народная пехотная дивизия была уничтожена советскими войсками в ходе Восточно-Прусской наступательной операции в апреле 1945 года.
По словам генерала 43-й советской армии Афанасия Белобородова,  в ночь перед началом Мемельской операции разведгруппа обнаружила штаб 551-й дивизии, командир которой пьянствовал и отмечал присвоение звания генерала. Белобородов и начальник разведуправления 43-й армии полковник Пантелеймон Шиошвили иронически заметили, что «так и дивизию пропить недолго», а после начала операции и разгрома дивизии Шиошвили предоставил Белобородову протоколы допроса пленных 551-й дивизии со словами «Пропил-таки он дивизию».

## Местонахождение
- с июля по октябрь 1944 (Литва)
- с октября 1944 по апрель 1945 (Восточная Пруссия)

## Подчинение
- 40-й танковый корпус 3-й танковой армии группы армий «Центр» (август 1944 — январь 1945)
- 9-й армейский корпус 3-й танковой армии группы армий «Висла» (январь — апрель 1945)

## Командиры
- генерал-лейтенант  Зигфрид Ферхайн  (11 июля 1944 — 7 апреля 1945)

## Состав
- 1113-й пехотный полк (Grenadier-Regiment 1113)
- 1114-й пехотный полк (Grenadier-Regiment 1114)
- 1115-й пехотный полк (Grenadier-Regiment 1115)
- 1551-й артиллерийский полк (Artillerie-Regiment 1551)
- 1551-й противотанковый дивизион (Panzerjäger-Abteilung 1551)
- 551-я стрелковая рота (Füsilier-Kompanie 551)
- 551-й батальон связи (Nachrichten-Abteilung 551)
- 1551-й отряд материального обеспечения (Nachschubtruppen 1551)
- 1551-й полевой запасной батальон (Feldersatz-Bataillon 1551)